# 安格尔巴赫塔尔
安格尔巴赫塔尔是德国巴登-符腾堡州的一个市镇。总面积17.92平方公里，总人口5014人，其中男性2410人，女性2604人（2011年12月31日），人口密度280人/平方公里。